# Aphytis benassyi
Aphytis benassyi är en stekelart som beskrevs av Fabres 1978. Aphytis benassyi ingår i släktet Aphytis och familjen växtlussteklar. Inga underarter finns listade i Catalogue of Life.